# 175e régiment d'infanterie (France)
Le 175e régiment d'infanterie (175e RI) est un régiment d'infanterie de l'Armée de terre française créé sous la Révolution à partir de la 175e demi-brigade de première formation.

## Création et dénominations
- Il n'existe pas, avant 1912, de régiment ayant porté ce numéro.
- Créé après août 1914 et mis sur pied en 1915, il a été formé au cours du premier trimestre : 175e régiment d'infanterie

## Chefs de corps

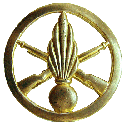
insigne de béret d'infanterie.

- 31 décembre 1916 : lieutenant-colonel Arqué[1].

## Historique des garnisons, combats et batailles du175eRI

### Première Guerre mondiale
Formation en 1915 à : Marseille, Grenoble, Saintes, Riom. Il est composé de trois bataillons.
Il est rattaché à la 17e Division d'Infanterie Coloniale de février 1915 à octobre 1915, puis à la 156e Division d'Infanterie jusqu'en novembre 1918.

#### 1915
Les Dardanelles (avril à septembre). Débarque au Cap Helles  le 27 avril sous le feu ennemi. Assaut infructueux le lendemain, les pertes s’élèvent à 13 officiers et 650 soldats. Durs combats le 1er mai, avec encore plus de 500 hommes hors de combat (voir batailles de Krithia). Attaques les 8 mai, 4 juin, 21 juin, 13 juillet et 7 août sur un terrain difficile, qui ne permettent aucune progression.
Le régiment est évacué le 26 septembre et, après une escale à Moudros, débarque à Salonique le 6 octobre. De durs combats avec l'armée bulgare du 3 au 20 novembre. Le commandant du régiment est grièvement blessé. Début décembre, une attaque bulgare oblige les français à se replier en Grèce.

#### 1916
Camp de Salonique, frontière Serbe, Macédoine, La Cerna cote 1050.

#### 1917
Monastir de janvier à juillet puis Le Devoli de septembre à novembre.

#### 1918
Régions de Presba, Serbie.

## Drapeau
Il porte, cousues en lettres d'or dans ses plis, les inscriptions suivantes :
- Florina 1916
- Dévoli 1917[Note 1]

## Décorations
Sa cravate est décorée de la croix de guerre 1914-1918  avec une palme (une citation à l'ordre de l'armée).

## Sources et bibliographie
- Archives militaires du château de Vincennes.
- À partir du Recueil d'Historiques de l'Infanterie Française (Général Andolenko - Eurimprim 1969).
- Historique du 175e régiment d'infanterie pendant la guerre 1914-1919, Paris, Berger-Levrault, 45 p., lire en ligne sur Gallica.